# Elm Creek (Nebraska)
Elm Creek es una villa ubicada en el condado de Buffalo en el estado estadounidense de Nebraska. En el Censo de 2010 tenía una población de 901 habitantes y una densidad poblacional de 500,54 personas por km².

## Geografía
Elm Creek se encuentra ubicada en las coordenadas 40°43′12″N 99°22′32″O / 40.72000, -99.37556. Según la Oficina del Censo de los Estados Unidos, Elm Creek tiene una superficie total de 1.8 km², de la cual 1.8 km² corresponden a tierra firme y (0%) 0 km² es agua.

## Demografía
Según el censo de 2010, había 901 personas residiendo en Elm Creek. La densidad de población era de 500,54 hab./km². De los 901 habitantes, Elm Creek estaba compuesto por el 98.89% blancos, el 0% eran afroamericanos, el 0.11% eran amerindios, el 0% eran asiáticos, el 0% eran isleños del Pacífico, el 0.33% eran de otras razas y el 0.67% pertenecían a dos o más razas. Del total de la población el 4.11% eran hispanos o latinos de cualquier raza.